# Resolutie 220 Veiligheidsraad Verenigde Naties
Resolutie 220 van de Veiligheidsraad van de Verenigde Naties was de eerste resolutie die in 1966 door de leden van de VN-Veiligheidsraad werd aangenomen. Dat gebeurde unaniem op de 1275e vergadering van de Raad op 16 maart.

## Achtergrond
In 1964 hadden de VN de UNFICYP-vredesmacht op Cyprus gestationeerd na het geweld tussen de twee bevolkingsgroepen op het eiland. Deze was tien jaar later nog steeds aanwezig toen er opnieuw geweld uitbrak nadat Griekenland een staatsgreep probeerde te plegen en Turkije het noorden van het eiland bezette.

## Inhoud
De Veiligheidsraad merkte op dat de secretaris-generaal in zijn rapport een vredesmacht nog steeds noodzakelijk vond. Verder merkte de Veiligheidsraad op dat de regering van Cyprus de VN-vredesmacht noodzakelijk vond, en dat volgens de secretaris-generaal het probleem nog niet was opgelost.
De Veiligheidsraad bevestigde de resoluties 186, 187, 192, 194, 198, 201, 206, 207 en 219. Ook werd de consensus bevestigd die was uitgedrukt door de president van de 1143e vergadering, op 11 augustus 1964.
De betrokken partijen werden opgeroepen om terughoudend te handelen, naar de resoluties van de VN-Veiligheidsraad.
De aanwezigheid van VN-vredestroepen in Cyprus werd met drie maanden verlengd, en eindigde nu op 26 juni 1966.

## Verwante resoluties
- Resolutie 222 Veiligheidsraad Verenigde Naties
- Resolutie 231 Veiligheidsraad Verenigde Naties

Lijst ·  220 ·  221 ·  222 ·  223 ·  224 ·  225 ·  226 ·  227 ·  228 ·  229 ·  230 ·  231 ·  232